# Etelredo da Escócia
Etelredo (Edelret mac Maíl Coluim, morto c. 1093) foi filho do rei Malcolm III da Escócia (ga: Máel Coluim III) e de Margaret de Wessex, o terceiro mais velho deste último e, provavelmente, o sexta mais velho de Malcolm. Estima-se que Eteraldo recebeu este nome do bisavô de Margaret, Etereldo II de Inglaterra. Ele se tornou o abade laicato (ou leigo) de Dunkeld, em Perth and Kinross, subdivisão da Escócia.

## Biografia

### Irmãos
Etelredo teve quatro irmãos que governaram como reis da Escócia. Seu meio-irmão mais velho era o rei Duncano II da Escócia (filho da primeira esposa de Malcolm III, Ingibiorg Finnsdottir). Duncan reinou de maio de 1094 a 12 de novembro de 1094. Dos seus irmãos de pleno direito (ou seja, dos filhos de Margaret), Edgar reinou de 1097 a 1107; Alexandre I, de 1107 a 1124; e David I, de 1124 a 1153. Outro irmão, Edward, morreu ao lado do pai na Batalha de Alnwick, que se deu em Northumberland ao ano de 1093. Seu irmão Edmund tornou-se monge.

### Abade laicato de Dunkeld
Embora nomeado como abade de Dunkeld, Etelredo não era necessariamente um clérigo. Argumenta-se que, devido à decadência da Igreja Céltica, as abadias nesta época "eram frequentemente mantidas por laicatos, que recebiam as receitas e nomeavam clérigos aos cargos eclesiásticos".

### Posses
Junto à nomeação como abade leigo de Dunkeld, Etelredo recebeu amplos territórios, que se estendiam por todo o Estuário do rio Forth. Destas terras, Etelredo fez doações substanciais para a Igreja. Ao norte do Forth, ele deu as terras de Ardmore aos Culdees de Loch Leven "com toda a liberdade e sem exigir cobrança ou demanda do bispo, rei ou conde". Ao sul do Forth, em Midlothian, ele fundou a igreja e a paróquia de Hales, doando as terras de Hales para a Igreja da Santíssima Trindade em Dunfermline”.

## Disputa sobre o condado de Fife
Há evidências de que Etelredo ocupou o cargo de Conde de Fife, mas estas são contestadas. A origem da contestação foi a afirmação de que houve uma concessão aos monges Céli Dé de Loch Leven, que mais tarde foi traduzida para o latim e incorporada no Registro do Priorado de St. Andrews. A concessão, datada entre 1093 e 1107, começa com as palavras: "Edelradus vir venerandae memoriae filius Malcolmi Regis Scotiae, Abbas de Dunkeldense et insuper Comes de Fyf". Em tradução livre: "Etelredo, homem de venerável memória, filho do rei Máel Coluim da Escócia, Abade de Dunkeld e também Conde de Fife". Sir James Dalrymple teorizou que o trecho "Conde de Fife" se referia não ao título de Etelredo, mas à área onde as terras estavam situadas, e que a confusão foi causada por lapso de um monge que trabalhava com os manuscritos.
O historiador britânico John Bannerman oferece outra explicação. Segundo ele,o  manuscrito cita várias testemunhas, entre as quais estavam os irmãos de Etelredo, David e Alexandre, bem como uma testemunha identificada como Causantín, Conde de Fife. Desta maneira, Causantín, e não Etelredo, teria sido o conde de Fife naquela época. Bannerman argumenta que o tradutor se confundiu com o uso de um verbo gaélico no singular e o transformou em uma concessão conjunta (isto é, o verbo atribuía o título aos dois sujeitos), o que era de comum ocorrências nas cartas gaélicas.

## Jurisdições
A Escócia medieval tinha apenas três juridisções (abthainries), que eram terras concedidas ao rei por um abade. Estas jurisdições eram Dull, Kilmichael e Madderty. O historiador escocês William Forbes Skene disse que tais foram criadas pela primeira vez pelo irmão de Eteraldo, o rei Edgar, com o objetivo de serem cedidas a Etelredo.

## Morte e sepultamento
Lockhart, citando Andrew de Wyntoun (c. 1350 - c. 1425), disse que Etelredo estava com sua mãe, Margaret, no Castelo de Edimburgo enquanto ela estava morrendo. “Depois de sua morte, e durante a chamada usurpação de Donalbane, ele [Etelredo] transportou seu corpo já morto para fora do portão oeste do castelo, de modo discreto, levando-o para Dunfermline. Eteral morreu, provavelmente, logo após a morte de sua mãe e foi enterrado não em St Andrews, mas em Dunfermline, no mesmo local onde os corpos de seu pai, mãe e irmão mais velho estavam”. O local onde o corpo foi enterrado também é citado por Andrew de Wyntoun, que narrou tal em um poema.